# Open Mouth Kiss
Open Mouth Kiss — четвёртый студийный альбом нью-йоркской группы Leeway, вышедший в 1995 году на лейбле Bulletproof Records, диск последовал за альбомом Adult Crash 1994 года. На сегодня это последний альбом группы.

## Об альбоме
Open Mouth Kiss записан Томом Суаресом в Normandy Sound и Spa Studios в Уоррене, Род-Айленд, и в Риверсаунде, Нью-Йорк, США.
Трек «I Believe» является кавер-версией композиции английской панк-рок группы Buzzcocks.
На песню «Foot the Bill» был снят клип.

## Список композиций
Слова и музыка всех песен — написаны Эй. Дж. Новелло, Эдди Саттоном и Джимми Ксантосом, если не указано иное.
| №   | Название               | Длительность |
| --- | ---------------------- | ------------ |
| 1.  | «Foot the Bill»        | 3:21         |
| 2.  | «Hornet's Nest»        | 3:43         |
| 3.  | «Product»              | 3:09         |
| 4.  | «Jock Hop Show»        | 3:42         |
| 5.  | «Compromise»           | 2:52         |
| 6.  | «Manufabricate»        | 3:03         |
| 7.  | «State»                | 4:26         |
| 8.  | «The Old Man of Sorro» | 3:00         |
| 9.  | «I Believe»            | 3:20         |
| 10. | «Comes Back to Haunt»  | 2:20         |
| 11. | «Novena»               | 3:18         |

## Участники записи
- Эдди Саттон — вокал
- Эй. Дж. Новелло — гитара
- Джимми Ксантос — басы
- Поуки — барабаны